# 中山·逸仙
《中山·逸仙》是美國華裔作曲家黃若作曲，以普通話演唱的三幕歌劇。香港歌劇院和康樂及文化事務署委約創作。莊梅岩創作歌劇劇本。歌劇以孫中山和宋慶齡的愛情為主題，紀念辛亥革命一百週年。
黃若寫了西方樂團和中樂團兩個版本。西方樂團版原本於北京首演，但被取消，中樂團版於香港首演。他之所以寫了兩個版本，「是感興趣於探索東方和西方的影響怎樣改變作品」。他說道：
歌唱由不同樂團伴奏，便會顯出不同的音質。在我的作品中我喜歡用一個詞「融合」(integration)。我的目的不是要人指出「這部份是西方的，那部份是東方的。」這些對我來說只是表面。我希望將各種的影響混和融合，產生一些新的東西，但我作曲時不會有意地嘗試用東方和西方的元素。我寫出我想寫的，出來的不論是什麼，都表現出我的個性和影響。
對於這歌劇的音樂，選出這歌劇作北美首演的聖達菲歌劇團的總監Charles MacKay，將黃若的風格描述為「很原創和驚人的聲音」，又說視這歌劇為「一種中國的美聲」。

## 演出
香港歌劇院和紐約城市歌劇團的VOX Contemporary American Opera Lab計劃合作，以音樂會形式在2011年5月14日在紐約大學Skirball Center for the Performing Arts演出歌劇第一幕。
歌劇的西樂版本原本定在2011年9月在北京首演，隨後由香港歌劇院製作的中樂版本，於2011年10月13日在香港文化中心首演。但是北京的首演後來被取消。當北京的演出進行全本綵排時，「8月底共產黨的領導傳話：9月30日的歌劇世界首演……要無限期押後。」外界有猜測與政治審查有關。
紐約時報記者Nick Frisch評論取消演出對音樂的後果：
這次的中斷在現實中已感受到，一個有參與製作的消息來源說：「他們預期歌譜的西樂版會在北京被收緊和刪剪，然後才用來給香港中樂團編曲，」所指的是將在香港首演伴奏的中國樂器樂團，「我們必須在修改歌譜，配合新的音色的同時，把歌譜刪剪。」
2012年8月，聖達菲歌劇團宣佈2014年夏季樂季進行歌劇的北美首演，作曲家黃若也有出席。歌劇以普通話演唱，導演為James Robinson。演唱者中包括一些香港首演的成員。這次演出的是修訂了的版本，使用了中國和西方樂器，因為北京沒有演出西樂版，所以這次「其實是世界首演」。北美首演於2014年7月26日舉行。莫華倫本來要再次演唱主角孫中山，但他在首演當月突然退出，理由是「工作衝突令他要回到亞洲」，主角由Joseph Dennis代替。

## 角色
| 角色         | 聲域       | 香港首演 2011年10月13日 （指揮：閻惠昌） | 修訂版 美國首演 2014年7月26日 （指揮：關琦安） |
| ------------ | ---------- | ---------------------------------------- | ---------------------------------------------- |
| 孫中山       | 男高音     | 莫華倫                                   | Joseph Dennis                                  |
| 宋慶齡       | 女高音     | 紅                                       | Corinne Winters                                |
| 盧慕貞       | 女高音     | 葉葆菁                                   | Rebecca Witty                                  |
| 宋嘉澍       | 男低音     | 龔冬健                                   | 龔冬健                                         |
| 倪桂珍       | 次女高音   | 楊光                                     | Mary Ann McCormick                             |
| 梅屋莊吉     | 男中音     | 袁晨野                                   | 袁晨野                                         |
| 梅屋莊吉夫人 | 次女高音   | 梁寧                                     | Katherine Carroll                              |
| 有吉女士     | 無歌唱角色 | 盧燕                                     |                                                |
| 刺客         |            |                                          | Yoni Rose; Patrick Guetti                      |